# Разгулин, Виктор Николаевич
Виктор Николаевич Разгулин (род. 17 июня 1948 года, Городец, Горьковская область, РСФСР, СССР) — советский и российский художник, академик Российской академии художеств (2011).

## Биография
Родился 17 июня 1948 года в городе Городце Горьковской области (сейчас Нижегородская область), живёт и работает в Москве.
В 1978 году — окончил Ленинградское художественное училище имени В. А. Серова.
С 1978 по 1980 годы — работал во Всесоюзном художественном комбинате им. Вучетича при Министерстве культуры СССР.
В 2011 году — избран академиком Российской академии художеств от Отделения живописи.
Член Союза художников СССР, Московского союза художников, член бюро отделения живописи Российской Академии художеств.

## Основные проекты и произведения
- «Семейный портрет в Переславле» 1990 г. х/м 140х180 в собрании Государственной Третьяковской галереи;
- «В Переславле-Залесском» 1990 г. х/м 120х150 в собрании Государственной Третьяковской галереи
- «Портрет в красной комнате» 1996 г. х/м 120х100 в собрании Нижегородского художественного музея
- «Лежащая» 2004 г. х/м 150х200
- «Новая зима» 1997 г. х/м 60х73 в собрании Государственного Русского музея
- «В Переславле» 1992 г. х/м 140х180
- «Солнечный дворик» 1996 г. х/м 100x 120 в собрании Нижегородского художественного музея
- «Рождество в Переславле» 2001 г. х/м 120х150
- «Фигура с веткой» 2013 г. х/м 180х65
- «Семейный портрет» 2014 г. х/м 140х180 и многие другие.

Произведения находятся в собраниях российских и зарубежных музеев, а также в частных коллекциях России и за рубежом.
В 2009 году работа Виктора Разгулина была продана на аукционе Сотбис в Лондоне.